# Adolf Peter (Politiker)
Adolf Peter (* 29. Juni 1888 in Weiler; † 24. März 1946 ebenda) war ein österreichischer Politiker (LBd) und Landwirt.
Peter vertrat den Landbund vom 2. Dezember 1930 bis zum 2. Mai 1934 als Abgeordneter im österreichischen Nationalrat. Er war Obmann des Landbundes von Vorarlberg und Mitglied der Landesbauernkammer für Vorarlberg.